# Elecciones al Parlamento Europeo de 1999 (Francia)
En las elecciones al Parlamento Europeo de 1999 en Francia, celebradas el 13 de junio, se escogió a los 87 representantes de dicho país para la quinta legislatura del Parlamento Europeo.

## Resultados
| Datos de participación | Datos de participación | Datos de participación |
| ---------------------- | ---------------------- | ---------------------- |
| Censo electoral        | 40.129.780             | 100%                   |
| Votos                  | 18.765.259             | 46,8%                  |
| Abstención             | 21.364.521             | 53,2%                  |
| Votos a candidaturas   | 17.652.684             | 94,1%                  |

| ← Elecciones al Parlamento Europeo de 1999 →                                              |                                       |           |       |         |                                                      |
| Partido                                                                                   | Cabeza de lista                       | Votos     | %     | Escaños | Grupo en el Parlamento Europeo                       |
| Partido Socialista Movimiento de los Ciudadanos Partido Radical de Izquierda (PS-MDC-PRG) | François Hollande                     | 3.873.901 | 21,95 | 22      | Partido Socialista Europeo                           |
| Agrupación por Francia (RPF)                                                              | Charles Pasqua / Philippe de Villiers | 2.304.285 | 13,05 | 13      | Alianza por la Europa de las Naciones                |
| Agrupación por la República Democracia Liberal (RPR-DL)                                   | Nicolas Sarkozy                       | 2.263.476 | 12,82 | 12      | Partido Popular Europeo                              |
| Los Verdes (VERTS)                                                                        | Daniel Cohn-Bendit                    | 1.715.450 | 9,72  | 9       | Los Verdes-Alianza Libre Europea                     |
| Unión para la Democracia Francesa (UDF)                                                   | François Bayrou                       | 1.638.680 | 9,28  | 9       | Partido Popular Europeo                              |
| Partido Comunista Francés (PCF)                                                           | Robert Hue                            | 1.196.310 | 6,78  | 6       | Izquierda Unitaria Europea - Izquierda Verde Nórdica |
| Caza, Pesca, Naturaleza, Tradiciones (CPNT)                                               | Jean Saint-Josse                      | 1.195.760 | 6,77  | 6       | Europa de las Democracias y Diversidades             |
| Frente Nacional (FN)                                                                      | Jean-Marie Le Pen                     | 1.005.225 | 5,69  | 5       | No inscritos                                         |
| Lucha Obrera Liga Comunista Revolucionaria (LO-LCR)                                       | Arlette Laguiller                     | 914.680   | 5,18  | 5       | Izquierda Unitaria Europea - Izquierda Verde Nórdica |
| Movimiento Nacional Republicano (MN)                                                      | Bruno Mégret                          | 578.774   | 3,28  | 0       |                                                      |
| Rassemblement des Constribuables Français (RCF)                                           | Nicolas Miguet                        | 312.478   | 1,77  | 0       |                                                      |
| Movimiento Ecologista Independiente (MEI)                                                 | Antoine Waechter                      | 268.288   | 1,52  | 0       |                                                      |
| Unión por la Semana de Cuatro Días (US-4J)                                                | Pierre Larrouturou                    | 178.027   | 1,01  | 0       |                                                      |
| Vivant Énergie - France (VE-F)                                                            | Gérard Maudrux                        | 124.638   | 0,71  | 0       |                                                      |
| Partido de la Ley Natural (PLN)                                                           | Benoit Frappé                         | 71.500    | 0,41  | 0       |                                                      |
| 97.2: mi ou, mi mwen (MI MWEN)                                                            | Joseph Jos                            | 5.023     | 0,03  | 0       |                                                      |
| Política de Vida por Europa (PVPE)                                                        |                                       | 2.639     | 0,01  | 0       |                                                      |
| Partido Humanista (PH)                                                                    | Marie-Laurence Chanut-Sapin           | 2.483     | 0,01  | 0       |                                                      |
| Liga Nacionalista (LN)                                                                    | Guy Guerrin                           | 1.051     | 0,01  | 0       |                                                      |
| Viva el Federalismo (PF)                                                                  | Jean-Philippe Allenbach               | 16        | 0,00  | 0       |                                                      |